# Saint-Martin-Saint-Firmin
Saint-Martin-Saint-Firmin település Franciaországban, Eure megyében. Lakosainak száma 336 fő (2022. január 1.). Saint-Martin-Saint-Firmin Condé-sur-Risle, Saint-Étienne-l’Allier, Saint-Siméon és Saint-Christophe-sur-Condé községekkel határos.

## Népesség
A település népessége az elmúlt években az alábbi módon változott:
| Lakosok száma | 229  | 206  | 194  | 227  | 298  | 310  | 329  | 336  | 336  | 336  |
|               | 1968 | 1982 | 1990 | 2006 | 2013 | 2015 | 2017 | 2019 | 2020 | 2022 |